# Plymouth (Maine)
Plymouth és una població dels Estats Units a l'estat de Maine (EUA). Segons el cens del 2000 tenia 1.257 habitants.

## Demografia
Segons el cens del 2000, Plymouth tenia 1.257 habitants, 469 habitatges, i 346 famílies. La densitat de població era de 16,2 habitants/km².
Dels 469 habitatges en un 36,7% hi vivien nens de menys de 18 anys, en un 59,7% hi vivien parelles casades, en un 8,5% dones solteres, i en un 26,2% no eren unitats familiars. En el 21,1% dels habitatges hi vivien persones soles el 6,6% de les quals corresponia a persones de 65 anys o més que vivien soles. El nombre mitjà de persones vivint en cada habitatge era de 2,66 i el nombre mitjà de persones que vivien en cada família era de 3,03.
Per edats la població es repartia de la següent manera: un 28% tenia menys de 18 anys, un 7,4% entre 18 i 24, un 32,1% entre 25 i 44, un 24,5% de 45 a 60 i un 8% 65 anys o més.
L'edat mediana era de 36 anys. Per cada 100 dones de 18 o més anys hi havia 95,9 homes.
La renda mediana per habitatge era de 32.768 $ i la renda mediana per família de 35.417 $. Els homes tenien una renda mediana de 30.625 $ mentre que les dones 20.655 $. La renda per capita de la població era de 15.533 $. Entorn del 14,7% de les famílies i el 16,2% de la població estaven per davall del llindar de pobresa.